# Conan de boekanier
Conan de boekanier (Engels: Conan the Buccaneer) is een fantasy/Sword & Sorcery-boek uit 1971 van de Amerikaanse schrijvers L. Sprague de Camp en Lin Carter, gebaseerd op het Conan-personage dat werd bedacht door Robert E. Howard.

## Samenvatting
Conan de boekanier is het zesde boek over Conan de Barbaar en is het enige van de acht boeken dat slechts één lang verhaal bevat.

## Verhaal
Conan is de kapitein van het piratenschip de Zwerver, het voormalige schip van de door hem gedode piraat Zaporavo. (Zie: De poel van het groene verderf) Hij is in de stad Kordava om een schatkaart van zijn oude vriend Ninus over te nemen. Maar deze heeft de pech dat hij in een verlaten straat de Stygiër Menkara herkent, die samen met piratenkapitein Zarono en de plaatselijke hertog Villagro een plan beraamt om de macht in Zingara over te nemen. Zarono steekt Ninus neer en besteelt hem van de kaart. Wanneer Conan naar zijn oude vriend op zoek gaat vindt hij deze op straat; zwaargewond maar nog levend. Hij laat hem verzorgen en Ninus vertelt hem over Menkara en Zarono, die nu de kaart hebben.
Terug bij zijn schip hoort hij dat de Stormvogel, Zarono's schip, de haven heeft verlaten. Conan besluit het schip te volgen, zodat ze hem naar de schat leiden. Uit de verte zien ze hoe de bemanning van de Stormvogel het koninklijk jacht van Zingara, de Zeekoningin, entert en daarna in brand steekt, waarna men verder vaart. Vele dagen later bereiken de schepen het Naamloze Eiland, waar zich de schat zou bevinden. Zarono's mannen stelen uit een donkere tempel enkele zakken vol juwelen en een machtig toverboek, het Boek van Skelos, waarna ze terugkeren naar hun schip.
Intussen is op een andere plek Conans schip op het eiland aangekomen en ook zij gaan op weg naar de tempel. Conan herkent het gebouw als een tempel van de verdwenen Valusiërs, want in zijn jonge jaren heeft hij in Kush in een soortgelijke tempel de nacht doorgebracht. (Zie: De citadel van de angst) Op zijn hoede voor dezelfde gruwelen als toen, sluipt hij toch het gebouw binnen, op zoek naar kostbaarheden. Hij vindt een met duizenden diamanten bezette kroon. Dan komt een groot stenen beest op hem af stormen en hij moet vluchten. Hij weet het wezen achter zich aan te lokken en met de hulp van een meisje en een roodharige man laat hij het stenen beest zich in een afgrond storten.
Het meisje blijkt prinses Chabela van Zingara te zijn, die door Zarono van de Zeekoningin werd ontvoerd maar hier op het eiland kon ontsnappen. De man heet Sigurd, een piraat van de Baracha eilanden die hier met zijn bemanning schipbreuk leed. Conan laat iedereen aan boord en ze varen weg. Intussen heeft Zarono de ontsnapping van de prinses ontdekt. De Stygische tovenaar Menkara ontdekt met zijn toverkunst dat ze nu op het schip van Conan is, maar hij kan niet ontdekken waar ze zich bevinden. Daarom besluiten ze naar Stygië te gaan om de hulp van Menkara's meester Thoth-Amon in te roepen, de machtigste tovenaar van het Thuriaans continent. Wanneer deze hoort dat ze het Naamloze Eiland hebben ontdekt, is hij woedend dat ze de grootste schat daar niet hebben meegenomen: de Cobrakroon, de al-bevelende kroon van de pre-menselijke slangenmensen van Valusië.
De Zwerver is na een lange periode van windstilte in een hevige storm terechtgekomen en wordt naar de zwarte kust in het oosten geblazen. Hier ontmoet Conan zijn oude strijdmakker Juma de Kushiet, die ondertussen een klein rijk tussen de zwarte koninkrijken heeft veroverd. (Zie:De stad met de doodshoofden) Bwatu, een krijger van Juma, steelt de kroon en vlucht naar het oosten. Wanneer Conan de diefstal ontdekt gaat hij meteen achter de dief aan, gevolgd door Sigurd, die weer wordt gevolgd door Chabela. Conan ontdekt het gedode lichaam van de dief, maar wordt dan gevangengenomen door een groep Ghanata's. Ze blijken ook Chabela te hebben gevangen en de twee worden naar de stad Gamburu gebracht.
Hier worden ze allebei als slaven verkocht aan de Amazonekoningin Nzinga, die ook de Cobrakroon in bezit blijkt te hebben. De prinses wordt als dienstmeisje tewerkgesteld en Conan neemt ze als minnaar. Omdat Conan de prinses steeds probeert te beschermen laat de koningin hem bedwelmen, om haar te kunnen afranselen. Terwijl ze daarmee bezig is, verschijnt opeens uit het niets de tovenaar Thoth-Amon. Deze slaat met een straal de koningin neer, neemt de kroon en verdwijnt weer, zonder dat hij prinses Chabela heeft herkend. Ze weet haar boeien los te maken en wekt Conan. Samen ontsnappen ze maar worden weer opgepakt.
Koningin Nzinga veroordeelt hen tot de dood door hen voor de heilige mensenetende Kulamtu bomen te gooien. De barbaar weet zijn boeien te verbreken en een heilige boom te ontwortelen, die hij daarop als wapen gebruikt. Op dat moment komt zijn oude vriend Juma hen te hulp doordat deze de Amazonestad aanvalt. Terug bij de Zwerver blijkt het schip door Zarono te zijn gezonken. Met hulp van Juma's mannen kan het schip gelukkig snel worden hersteld, waarna de terugreis naar Zingara wordt begonnen. Terug in Kordava staat Thoth-Amon op het punt zichzelf tot koning te laten kronen, tot verrassing en woede van zijn voormalig bondgenoot hertog Villagro. Wanneer de tovenaar de koningskroon van Zingara opzet, grijpt Villagro de Cobrakroon. De macht van de tovenaar blijkt ongeveer gelijk aan de macht van de Cobrakroon, waardoor de tweestrijd onbeslist blijft. Dan stormen Conans mannen naar binnen en ze raken meteen in gevecht met Villagro's mannen. Thoth-Amon kan Villagro doden, maar hierbij brandt de Cobrakroon volledig uit. De tovenaar en Zarono vluchten, waarop de anderen zich overgeven. Conan krijgt een beloning, maar weigert beleefd de hand van de prinses. Het hofleven is niets voor hem en met zijn makkers zeilt hij weg, op zoek naar buit en avontuur.

## Trivia
- De tovenaar Thoth-Amon komt ook voor in de tweede Conanfilm Conan the Destroyer. In deze film is hij de tovenaar van het kasteel in het meer.